# Jeffrey Buttle
Jeffrey Buttle (Barrie, Ontário, 1 de setembro de 1982) é um ex-patinador artístico canadense. Ele conquistou uma medalha de bronze olímpica em 2006, e conquistou duas medalhas em campeonatos mundiais.
Buttle se retirou das competições em 2008.

## Principais resultados
| Resultados | Resultados       | Resultados    | Resultados    | Resultados        | Resultados        | Resultados       | Resultados        | Resultados        | Resultados        | Resultados       | Resultados        | Resultados    | Resultados    | Resultados    | Resultados    | Resultados    | Resultados    |
| Internacional                                                                                                   | Internacional    | Internacional | Internacional | Internacional     | Internacional     | Internacional    | Internacional     | Internacional     | Internacional     | Internacional    | Internacional     | Internacional | Internacional | Internacional | Internacional | Internacional | Internacional |
| Evento/Temporada                                                                                                | 1997– 1998       | 1998– 1999    | 1999– 2000    | 2000– 2001        | 2001– 2002        | 2002– 2003       | 2003– 2004        | 2004– 2005        | 2005– 2006        | 2006– 2007       | 2007– 2008        |               |               |               |               |               |               |
| --- | ---------------- | ------------- | ------------- | ----------------- | ----------------- | ---------------- | ----------------- | ----------------- | ----------------- | ---------------- | ----------------- | ------------- | ------------- | ------------- | ------------- | ------------- | ------------- |
| Jogos Olímpicos                                                                                                 |                  |               |               |                   |                   |                  |                   |                   | Medalha de bronze |                  |                   |               |               |               |               |               |               |
| Campeonato Mundial                                                                                              |                  |               |               |                   | 8.º               | 15.º             |                   | Medalha de prata  | 6.º               | 6.º              | Medalha de ouro   |               |               |               |               |               |               |
| Camp. dos Quatro Continentes                                                                                    |                  |               |               |                   | Medalha de ouro   | 4.º              | Medalha de ouro   |                   |                   | Medalha de prata | Medalha de prata  |               |               |               |               |               |               |
| GP Grand Prix Final                                                                                             |                  |               |               |                   |                   |                  | WD                | Medalha de prata  | Medalha de prata  |                  |                   |               |               |               |               |               |               |
| GP Cup of China                                                                                                 |                  |               |               |                   |                   |                  |                   | Medalha de ouro   |                   |                  |                   |               |               |               |               |               |               |
| GP Cup of Russia                                                                                                |                  |               |               |                   |                   |                  |                   |                   |                   |                  | 4.º               |               |               |               |               |               |               |
| GP NHK Trophy                                                                                                   |                  |               |               |                   | Medalha de prata  | 5.º              | Medalha de ouro   |                   |                   |                  |                   |               |               |               |               |               |               |
| GP Skate Canada International                                                                                   |                  |               |               |                   |                   | 7.º              | Medalha de prata  | Medalha de bronze | Medalha de prata  |                  | Medalha de bronze |               |               |               |               |               |               |
| GP Trophée Éric Bompard                                                                                         |                  |               |               |                   |                   |                  |                   |                   | Medalha de ouro   |                  |                   |               |               |               |               |               |               |
| Bofrost Cup on Ice                                                                                              |                  |               |               |                   |                   |                  | Medalha de prata  |                   |                   |                  |                   |               |               |               |               |               |               |
| Karl Schäfer Memorial                                                                                           |                  |               |               |                   | Medalha de bronze |                  |                   |                   |                   |                  |                   |               |               |               |               |               |               |
| Nebelhorn Trophy                                                                                                |                  |               |               | 7.º               | Medalha de prata  |                  |                   |                   |                   |                  |                   |               |               |               |               |               |               |
| Internacional – Júnior                                                                                          |                  |               |               |                   |                   |                  |                   |                   |                   |                  |                   |               |               |               |               |               |               |
| Evento/Temporada                                                                                                | 1997– 1998       | 1998– 1999    | 1999– 2000    | 2000– 2001        | 2001– 2002        | 2002– 2003       | 2003– 2004        | 2004– 2005        | 2005– 2006        | 2006– 2007       | 2007– 2008        |               |               |               |               |               |               |
| Campeonato Mundial Júnior                                                                                       |                  |               |               | 7.º               |                   |                  |                   |                   |                   |                  |                   |               |               |               |               |               |               |
| JGP JGP Alemanha                                                                                                |                  | 6.º           |               |                   |                   |                  |                   |                   |                   |                  |                   |               |               |               |               |               |               |
| JGP JGP China                                                                                                   |                  |               |               | 4.º               |                   |                  |                   |                   |                   |                  |                   |               |               |               |               |               |               |
| JGP JGP Eslovênia                                                                                               |                  |               | 4.º           |                   |                   |                  |                   |                   |                   |                  |                   |               |               |               |               |               |               |
| JGP JGP Japão                                                                                                   |                  |               | 6.º           |                   |                   |                  |                   |                   |                   |                  |                   |               |               |               |               |               |               |
| JGP JGP Ucrânia                                                                                                 |                  |               |               | Medalha de bronze |                   |                  |                   |                   |                   |                  |                   |               |               |               |               |               |               |
| Nacional |                  |               |               |                   |                   |                  |                   |                   |                   |                  |                   |               |               |               |               |               |               |
| Campeonato Canadense                                                                                            |                  | 10.º          | 6.º           | 9.º               | Medalha de bronze | Medalha de prata | Medalha de bronze | Medalha de ouro   | Medalha de ouro   | Medalha de ouro  | Medalha de prata  |               |               |               |               |               |               |
| Campeonato Canadense – Júnior                                                                                   | Medalha de prata |               |               |                   |                   |                  |                   |                   |                   |                  |                   |               |               |               |               |               |               |
| |                  |               |               |                   |                   |                  |                   |                   |                   |                  |                   |               |               |               |               |               |               |
| Legenda: GP = Grand Prix; JGP = Grand Prix Júnior; WD = Abandonou; Competição não foi disputada nesta temporada |                  |               |               |                   |                   |                  |                   |                   |                   |                  |                   |               |               |               |               |               |               |

| Resultados                                             | Resultados | Resultados | Resultados | Resultados | Resultados | Resultados | Resultados | Resultados | Resultados | Resultados | Resultados | Resultados | Resultados | Resultados | Resultados | Resultados | Resultados |
| Equipes                                                | Equipes    | Equipes    | Equipes    | Equipes    | Equipes    | Equipes    | Equipes    | Equipes    | Equipes    | Equipes    | Equipes    | Equipes    | Equipes    | Equipes    | Equipes    | Equipes    | Equipes    |
| Evento/Temporada                                       | 2009– 2010 | 2010– 2011 | 2011– 2012 | 2012– 2013 | 2013– 2014 | 2014– 2015 |            |            |            |            |            |            |            |            |            |            |            |
| ------------------------------------------------------ | ---------- | ---------- | ---------- | ---------- | ---------- | ---------- | ---------- | ---------- | ---------- | ---------- | ---------- | ---------- | ---------- | ---------- | ---------- | ---------- | ---------- |
| Japan Open                                             | 2T/2P      | 2T/6P      | 1T/4P      | 2T/3P      | 2T/5P      | 2T/5P      |            |            |            |            |            |            |            |            |            |            |            |
|                                                        |            |            |            |            |            |            |            |            |            |            |            |            |            |            |            |            |            |
| Legenda: T = Posição da equipe; P = Posição individual |            |            |            |            |            |            |            |            |            |            |            |            |            |            |            |            |            |